# Wilhelm Büsing

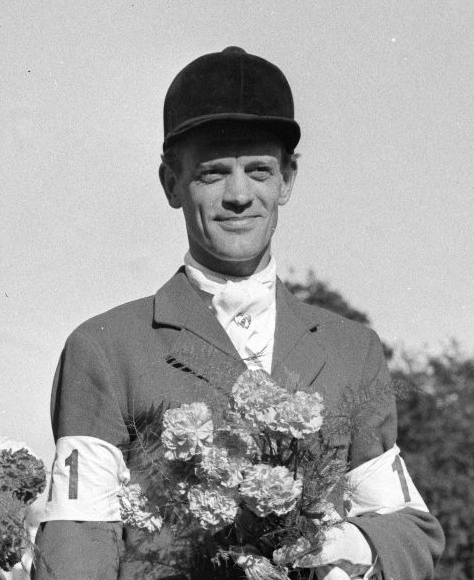
Wilhelm Büsing (1952)

Wilhelm „Willi“ Büsing (* 2. März 1921 in Jade; † 25. Juni 2023 ebenda) war ein deutscher Vielseitigkeitsreiter, der 1952 zwei olympische Medaillen gewann.

## Leben
Wilhelm Büsing belegte auf Hubertus bei den Olympischen Spielen 1952 im Einzelwettbewerb den dritten Platz hinter dem Schweden Hans von Blixen-Finecke jr. und dem Franzosen Guy Lefrant. In der Mannschaftswertung siegten die Schweden vor der deutschen Equipe mit Büsing, Klaus Wagner und Otto Rothe. Zwei Jahre später belegte die deutsche Equipe mit Büsing, Wagner und August Lütke-Westhues den zweiten Platz hinter den Briten bei der Europameisterschaft in Basel.
Für seine sportlichen Leistungen erhielt er am 27. Dezember 1953 das Silberne Lorbeerblatt.
Wilhelm Büsing hatte im Jahr 1945 als Tierarzt mit einer Arbeit über Oldenburger Pferdezucht promoviert.
Seit dem Tod des aus Uruguay stammenden Seglers Félix Sienra am 30. Januar 2023 war Wilhelm Büsing der älteste lebende männliche Olympiateilnehmer. Er starb am 25. Juni 2023 im Alter von 102 Jahren.